# Bosco Ntaganda
Rutaganda Ntibatunganya Bosco alias Bosco Ntaganda, né à Kinigi dans le district de Musanze, le 5 novembre 1973 au Rwanda est un chef de guerre condamné à 30 ans de prison pour crime contre l'humanité perpétré alors qu'il était le chef adjoint de l’état-major général responsable des opérations militaires de la branche armée de l'Union des patriotes congolais (UPC).
A l'âge de 17 ans il intègre le Front patriotique rwandais (FPR) au sein duquel il combattra durant la guerre civile rwandaise. Durant la première et deuxième guerre du Congo, il participe à différents groupes armés avant de rejoindre en 2002 l'Union des patriotes congolais (UPC) implantée dans la province d'Ituri. C'est au sein de ce mouvement que seront perpétrés les exactions qui amèneront à sa condamnation pour crimes de guerre et crimes contre l’humanité.
Début 2006, il rejoint le Congrès national pour la défense du peuple (CNDP) une rébellion basée dans le Nord-Kivu, dont il devient le chef d'état major. En août 2006 un mandat d'arrêt est émis à son encontre par la Cour pénale internationale (CPI) pour crimes de guerre liés au recrutement d’enfants soldats. En janvier 2009, il destitue Laurent Nkunda du CNDP et en prend le commandement. Le 23 mars 2009, un accord de paix est signé à Goma entre le CNDP et le gouvernement de la république démocratique du Congo (RDC). Bosco Ntaganda intègre les Forces armées de la république démocratique du Congo (FARDC) et sera promu général la même année. Le 13 juillet 2012, un nouveau mandat d'arrêt est délivré par la CPI à l'encontre de Bosco Ntaganda venant rajouter au premier mandat d'arrêt quatre nouveaux chefs de crimes de guerre et trois chefs de crimes contre l’humanité.
Le 18 mars 2013, Bosco Ntaganda se présente à l'ambassade des États-Unis au Rwanda et demande à être transféré à la CPI de la Haye au Pays-Bas. Son procès débute le 2 septembre 2015. Le 8 juillet 2019, il est reconnu coupable de dix-huit chefs de crimes de guerre et crimes contre l'humanité pour des exactions commises entre 2002 et 2003 en RDC, et est condamné, le 7 novembre 2019 , à une peine de trente années d'emprisonnement.

## Biographie

### Jeunesse
Bosco Ntaganda est né le 5 novembre 1973 à Kinigi dans le district de Musanze, au Rwanda,.
Alors qu'il est encore adolescent, à la suite d'attaques contre d'autres tutsis rwandais, ses parents et lui partent rejoindre d'autres membres de leur famille dans la localité de Ngungu,,, située dans la province du Nord-Kivu au Zaïre, nom donné à la république démocratique du Congo (RDC) à cette époque. 

### Guerre civile rwandaise
En 1990, à l'âge de 17 ans, il arrête ses études pour intégrer le Front patriotique rwandais (FPR), au sein duquel il prend part à la guerre civile rwandaise,, opposé aux forces armées rwandaises (FAR) du président Juvénal Habyarimana, et en 1994, il participe au renversement du gouvernement intérimaire rwandais, mis en place à la suite de l'assassinat de Habyarimana, parti prenante dans le génocide des Tutsi au Rwanda.

### Première guerre du Congo
Il rejoint par la suite l’Armée patriotique rwandaise (APR), armée formée par le FPR à la fin de la guerre civile rwandaise, au sein de laquelle il participe à l’invasion militaire du Zaïre par le Rwanda en 1996, puis rejoint l’Alliance des forces démocratiques pour la libération du Congo (AFDL), coalition qui renversa Mobutu Sese Seko en avril 1997.

### Deuxième guerre du Congo
En 1998, il intègre les troupes du Rassemblement congolais pour la démocratie (RCD), une rébellion congolaise composé principalement de Banyamulenge tutsi et soutenu par le Rwanda et l'Ouganda. Il devient le garde du corps de Ernest Wamba dia Wamba, fondateur du RCD.
En septembre 1999, lorsque Wamba dia Wamba crée le Rassemblement congolais pour la démocratie ‐ Mouvement de libération (RCD-ML), une faction dissidente du RCD soutenu par l'Ouganda, Ntaganda lui reste fidèle et le suit à Kisangani, capitale de la province Orientale, puis dans la province d'Ituri.

### Guerre d'Ituri

#### Union des patriotes congolais
En 2002, Bosco Ntaganda rejoint l'Union des patriotes congolais (UPC), un groupe rebelle congolais à prédominance Hema, basé dans la province de l'Ituri, créé et dirigé par Thomas Lubanga, ancien membre du RCD-ML. Il est le chef adjoint de l’état-major général responsable des opérations militaires des Forces patriotiques pour la libération du Congo (FPLC) la branche armée du mouvement.
En janvier 2005, dans le but de mettre fin au conflit, le gouvernement de transition nomme des officiers de rébellions antagonistes prenant part aux combats en Ituri à des postes de généraux dans la nouvelle armée congolaise unifié. Bosco Ntaganda sera un de ces officiers nommé général, mais il refusera le poste.
Fin 2005, Bosco Ntaganda fuit l'Ituri et se réfugie au Rwanda.

### Guerre du Kivu

#### Congrès national pour la défense du peuple
Début 2006, il rejoint le Congrès national pour la défense du peuple (CNDP) une dissidence de soldats mécontents du processus de transition basé dans le Nord-Kivu, dont Ntaganda devient rapidement le chef d'état major.
En janvier 2009, il prend le contrôle du CNDP, après avoir destitué le chef de guerre Laurent Nkunda,,, fondateur de la rébellion. Selon The Guardian, Ntaganda pourrait s'être retourné contre son ancien dirigeant craignant que des mois de méfiance croissante envers sa personne n’incitent Nkunda à le livrer à la Cour pénale internationale (CPI)  de La Haye, Bosco Ntaganda, à cette époque, étant déjà sous le coup d'un  premier mandat d'arrêt émis en 2006 par la CPI pour crimes de guerre liés au recrutement d’enfants soldats.
Le 16 janvier 2009, Bosco Ntaganda apparait aux côtés du ministre rwandais de la Défense et du ministre de l’Intérieur congolais à l’hôtel Ihusi de Goma. Il déclare la fin des hostilités entre le CNDP et les Forces armées de la république démocratique du Congo (FARDC),,, et la mise à disposition des combattants du CNDP pour une intégration au sein de l’armée nationale ,. Il annonce aussi que les forces armées du CNDP participeront au plan conclu au mois de décembre 2008 entre la RDC et le Rwanda afin mettre fin à l'activité des Forces démocratiques de libération du Rwanda (FDLR),, une milice Hutu dont certains membres auraient participé au génocide des Tutsis rwandais de 1994,. 
Dans le même temps une mission congolaise est envoyée à La Haye afin d'essayer d'obtenir de la CPI que soient gelées les poursuites pour crime de guerre dont fait l'objet Bosco Ntaganda.
Le 23 mars 2009, un accord de paix est signé et Bosco Ntaganda intègre l'armée congolaise à la suite du brassage effectué avec les rebelles du CNDP. Il est promu général chargé du commandement des opérations militaires dans l’est du pays durant cette même année.

#### Mouvement du 23 mars
En avril 2012 des officiers de l'armée nationale se mutinent, cette rébellion donnera naissance au Mouvement du 23 Mars (M23), Bosco Ntaganda est un des instigateurs de la mutinerie.

### Arrestation
Le 18 mars 2013, Bosco Ntaganda se livre volontairement, il se présente à l'ambassade des États-Unis au Rwanda et demande à être transféré à la Cour pénale internationale (CPI)  de la Haye au Pays-Bas,.

### Procès
Le 10 octobre 2014, la Cour pénale internationale annonce avoir fixé au 2 juin 2015 l’ouverture du procès de Bosco Ntaganda accusé de treize chefs de crimes de guerre et de cinq chefs crimes contre l’humanité, dont des meurtres, des pillages, des viols et de l'esclavage sexuel. Lui sont principalement reprochés des faits datant du conflit d'Ituri, lorsqu'il était membre de la milice à prédominance Hema de l'UPC.
Son procès débute finalement le 2 septembre 2015. Le 3 septembre, au cours de son procès, il rejette les accusations portées contre lui par les procureurs, et se définit comme un « soldat, pas un criminel ». Le 8 juillet 2019, Bosco Ntaganda est reconnu coupable en première instance de dix-huit chefs de crimes de guerre et crimes contre l'humanité — comprenant notamment meurtres, attaques intentionnelles contre des civils, viols, esclavage sexuel, persécutions et pillages — pour des exactions commises en 2002 et 2003 en république démocratique du Congo,. Comme l'indique Ida Sawyer dans un entretien de Human Rights Watch « Il est la première personne condamnée par la CPI pour esclavage sexuel, ainsi que la première personne condamnée par la CPI pour crimes de violences sexuelles commis contre ses propres troupes ».
Le 7 novembre 2019, une peine de trente années d'emprisonnement est prononcée. Le 30 mars 2021, le verdict et la peine sont confirmés en appel.
Le 8 mars 2021, le total des réparations est fixé à 30 millions de dollars, un montant record en la matière. Sont concernées les victimes d'attaques, celles de viol et d'esclavage sexuel ainsi que leurs enfants nés de ces crimes et enfin, les enfants-soldats. Bosco Ntaganda étant indigent, le fonds d'aide aux victimes de la Cour sera utilisé,. Le 12 septembre 2022, les réparations sont annulées par la Chambre d'appel et renvoyées devant la Chambre de première instance.
Le 14 décembre 2022, Bosco Ntaganda est transféré en Belgique pour purger sa peine à la prison de Leuze-en-Hainaut.

## Exactions et violation des droits humains
Différentes personnalités, telles que Justine Masika Bihamba, ou associations, réclament que les crimes perpétrés par cet officier ne restent pas impunis, et rassemblent des témoignages.

### Mandats d'arrêt de la Cour pénale internationale
Le 22 août 2006, un mandat d'arrêt est émis à l'encontre de Bosco Ntaganda par la Cour pénale internationale (CPI) de La Haye au Pays-Bas pour crimes de guerre liés au recrutement d’enfants soldats. Le mandat sera rendu public par la CPI le 28 avril 2008.
Le 13 juillet 2012, la CPI délivre un nouveau mandat d'arrêt à son encontre pour crimes contre l'humanité et crimes de guerre. Au chef de crime de guerre pour recrutement d’enfants soldats du premier mandat d'arrêt, viennent se rajouter quatre nouveaux chefs de crimes de guerre et trois chefs de crimes contre l’humanité. Par la suite le procureur rajoutera de nouveaux chefs d'accusation, et Bosco Ntaganda sera jugé pour 13 chefs de crimes de guerre et 5 chefs de crimes contre l’humanité.

### Crime non couvert par le procès de la cour pénale internationale
Les crimes présumés commis par les troupes placées sous les ordres de Bosco Ntaganda après 2003 n'ont pas été couverts par le procès de la CPI, bien que de nombreuses exactions documentées par Human Rights Watch ont été perpétrée jusqu'à sa reddition en 2013.

#### Crime commis avec le M23
Le 16 mai 2012, Human Rights Watch, fait état d'enrôlement de force d'au moins 149 enfants dans les milices du M23 depuis le 19 avril 2012.